# Качолота
Качоло́та (Pseudoseisura) — рід горобцеподібних птахів родини горнерових (Furnariidae). Представники цього роду мешкають в Південній Америці.

## Опис
Качолоти — птахи середнього розміру, довжина яких становить 20-26 см, а вага 42-79 г. Забарвлення качалот переважно каштанове, на головах у них є помітні чуби. Їм притаманні гучні, пронизливі крики і великі, помітні гнізда з гілок, що розміщуються на деревах.

## Види
Виділяють чотири види:
- Качолота рудочуба (Pseudoseisura cristata)[6]
- Качолота сірочуба (Pseudoseisura unirufa)
- Качолота чорночуба (Pseudoseisura lophotes)
- Качолота білогорла (Pseudoseisura gutturalis)

З плейстоценових відкладень Аргентини відомий також викопний вид качолоти Pseudoseisura cursor.

## Етимологія
Наукова назва роду Pseudoseisura походить від сполучення слів дав.-гр. ψευδος — несправжній і σεισουρα — птах, згаданий Ісихієм Александрійським, якого пізніше ідентифікували як плиску.